# Dřevíč (hradiště)
Dřevíč je raně středověké hradiště na severozápadním okraji Středočeského kraje. Nachází se jeden kilometr jihovýchodně od Kozojed v okrese Rakovník. Bylo osídleno už v pravěku, ale vznik opevnění je doložen až v době hradištní. Hradiště je i s barokní kaplí svatého Václava chráněno jako kulturní památka.

## Historie
Prostor hradiště byl osídlen už v neolitu, době bronzové a halštatské. Ze starší doby bronzové pochází nálezy příslušející únětické kultuře (bronzová jehlice, pohřeb skrčené kostry s trepanovanou lebkou). Osídlení v období knovízské kultury a v době halštatské dokládají keramické střepy, skleněný korál a snad také trojice kostrových hrobů. V jednom z nich byl nalezen bronzový tordovaný náramek či nákrčník.
Zda byla plošina v některém z pravěkých období opevněna, není jisté, ale je možné, že základy pravěkého opevnění jsou překryté valy raně středověkého původu. Opevnění je doloženo až v době hradištní, kdy zde v desátém až dvanáctém století existovalo přemyslovské hradiště. Na počátku snad patřilo k bodům střežícím obchodní cestu z Poohří do Prahy, ale v jedenáctém století se stalo jedním z center hradské soustavy. Ze dvanáctého století pochází zpráva o dřevíčské provincii a z roku 1175 zmínka o Petrovi, prefektovi z Dřevíče (Petrus prefectus de Dreuuic).
K Dřevíči se váže popis událostí během bojů o knížecí trůn z roku 1004 v Kosmově kronice české. Podle ní kníže Oldřich „…vešel do velmi pevného hradu Dřevíč…“, odkud se poté vypravil k Praze. Kosmas však nejspíše zaměnil knížete Jaromíra za Oldřicha a oním pevným hradem byl spíše Žatec.

### Výzkumy
První archeologický výzkum na hradišti provedl Antonín Knor v roce 1950. Jeho sonda položená napříč hradištěm doložila existenci pohřebiště z jedenáctého a dvanáctého století. Kostrové hroby na něm byly překryté kamennými deskami, a na jedné z nich byl vytesán kříž. Další pískovcová náhrobní deska s rozměry 160 × 60 × 20 centimetrů byla nalezena při orbě v roce 1971.
Od roku 2010 zde pravidelně po orbě provádí výzkum muzeum v Rakovníku. Výzkum v roce 2020 v prostoru louky kolem kaple a hájovny přinesl velké množství kovových nálezů z doby bronzové, doby laténské, doby římské i raného středověku. Nalezeny byly mince, bronzové spony, bronzová zdobená kování, záušnice a další. Tyto nálezy ukazují na mimořádný význam prostoru v pravěku i době hradištní a kontakty zdejšího osídlení s jižní i západní Evropou.

## Stavební podoba

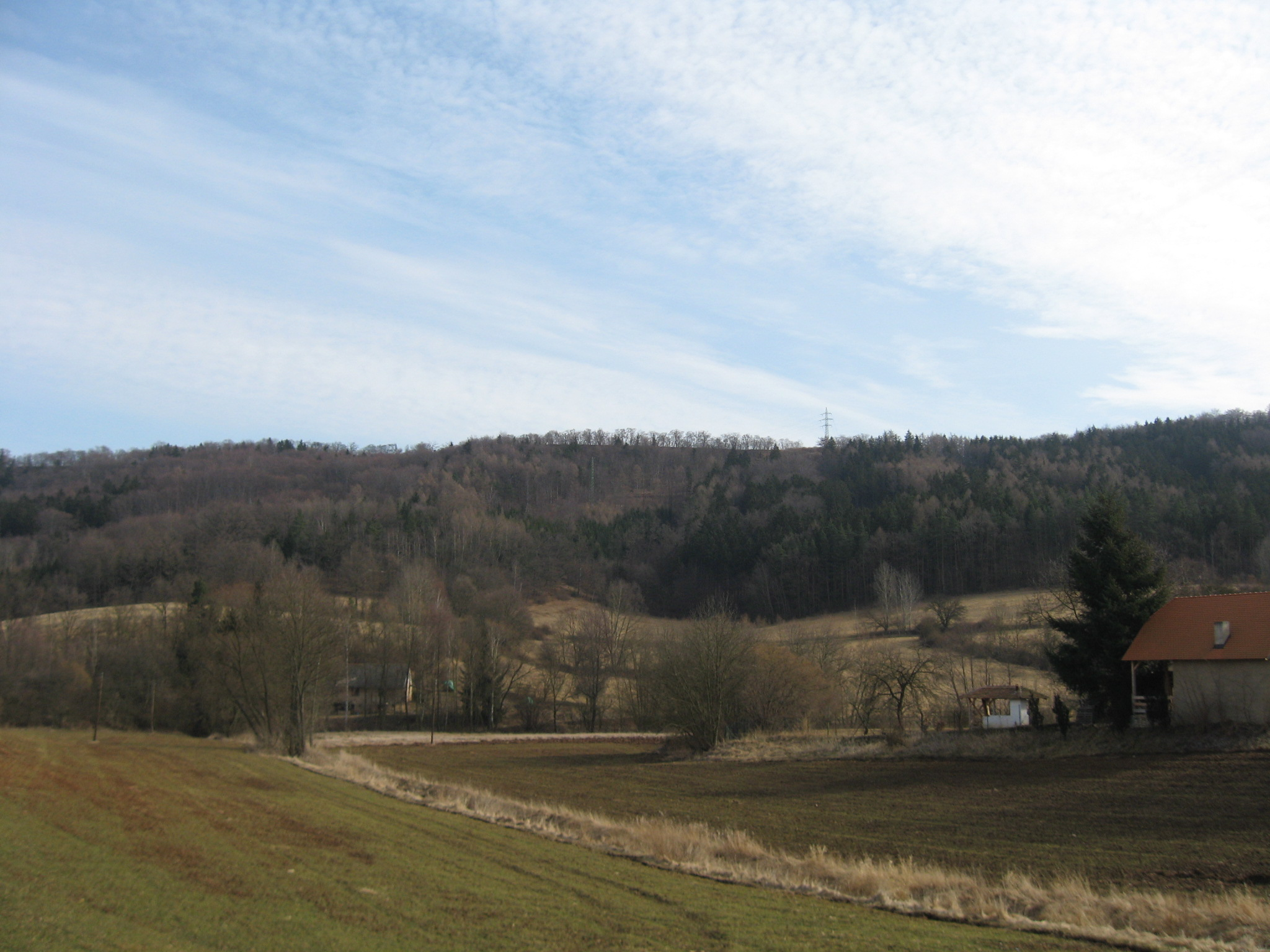
Strmý západní svah plošiny s hradištěm

Hradiště s rozlohou jedenáct až dvanáct hektarů bylo postaveno na strmými svahy ohraničeném výběžku jedné z plošin Džbánu v nadmořské výšce dosahující až 465 metrů. Původně bývalo dvoudílné, ale vnitřní příčné opevnění zaniklo a bylo odhaleno až leteckou archeologií. Hradby obvodového opevnění se dochovaly v podobě valů na severní a východní straně a v blízkosti brány na jižním okraji. Výška valů se pohybuje od tří do šesti metrů a šířka u paty v rozmezí sedm až šestnáct metrů. Vstup do hradiště, zvaný Železná vrata, pravděpodobně býval v jižním cípu, kde se východní val stáčí k západu. Mezi ním a okrajovým srázem na západě tak zůstává pouze deset metrů široký prostor. V severovýchodní části vybíhají po svahu dolů dvě souběžná ramena valu, jejichž funkcí byla ochrana prostoru s vodním zdrojem, ale je také možné, že zde bývala další brána nebo předhradí.

### Kaple svatého Václava

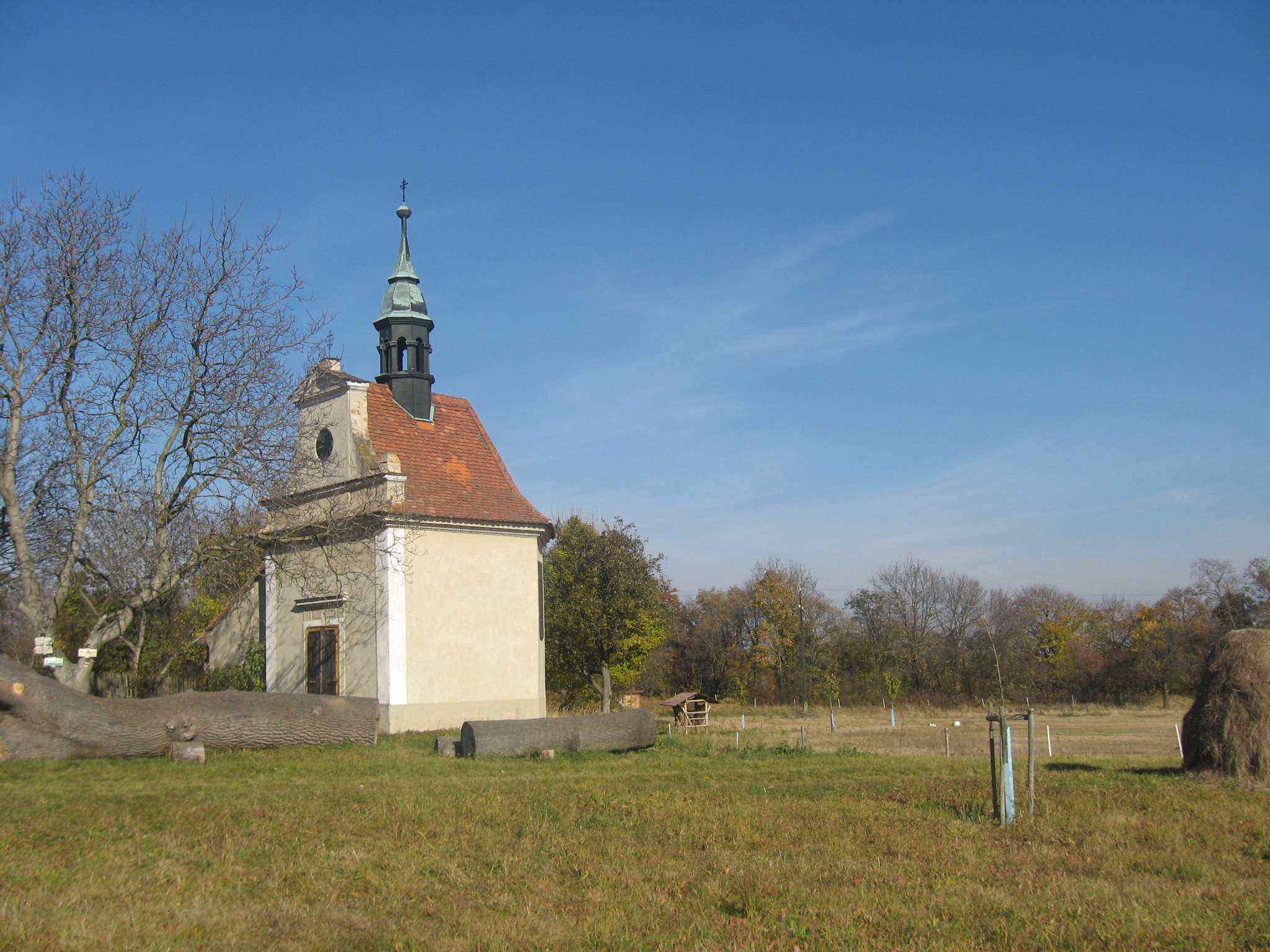
Kaple svatého Václava

V severní části hradiště stojí barokní kaple svatého Václava z konce sedmnáctého století. V době života hradiště se v jejím místě nejspíše nacházel dvorec a nějaká církevní stavba. Kaple má obdélný půdorys a trojboké zakončení. Vznikla zmenšením větší stavby, jejíž loď byla zbourána v letech 1892–1893 a zůstalo z ní jen kněžiště. Dochované průčelí je novobarokní. Zdůrazňuje je lizénový rámec s obdélným portálem a trojúhelníkový štít. Z původního vybavení zůstala jen mensa.

## Přístup
Hradiště je volně přístupné po červeně značené turistické trase ze Smilovic do Vinařic. Cesta do hradiště vstupuje Železnými vraty, vede po západním okraji a opouští jej podél opevnění vodního zdroje na severovýchodě. Na úbočí kopce se zde nachází památkově chráněný dvůr Dřevíč. Druhá, zeleně značená, turistická trase vede k Železným vratům od východu přes národní přírodní rezervaci Malý a Velký štít ze Žerotína.